# Schulzentrum Nordhaide
Das Schulzentrum Nordhaide ist ein Schulzentrum in der Schleißheimer Straße 510 in München-Am Hart.

## Beschreibung
Im Schulzentrum sind drei Schulen untergebracht: Die Städtische Robert-Bosch-Fachoberschule für Wirtschaft (FOS) mit 809 Schülern in 30 Klassen, die Städtische Nelson-Mandela-Berufsoberschule für Wirtschaft (bis 2018 Städtische Berufsoberschule der Ausbildungsrichtung Wirtschaft; BOS) mit 472 Schülern in 20 Klassen und, als kleinste, die Städtische Fachakademie für Heilpädagogik (FAH) mit 45 Schülern in zwei Klassen.
Das Schulzentrum Nordhaide wurde im September 2015 eröffnet. Das etwa 20.000 Quadratmeter große Grundstück liegt östlich der Schleißheimer Straße nahe der Dülferstraße, im Einzugsbereich der Siedlung Nordhaide im Westen der Panzerwiese. Gegenüber liegt das Einkaufszentrum Mira. Der vier- und fünfgeschossigen Bau wurde von Schulz und Schulz Architekten realisiert. Das Gebäude ist hell und funktional mit klaren Strukturen. Wer das große Foyer durch den Haupteingang im Süden betritt, kann durch die gegenüberliegende Fensterfront auf die Wiesen der Nordhaide schauen. Die Dreifachturnhalle mit maximal 200 Sitzplätzen auf der Tribüne steht auch den Vereinen des Viertels zur Verfügung und hat daher zusätzlich einen separaten Eingang. Die Baukosten des Schulzentrums beliefen sich auf ca. 50 Millionen Euro. Die Schule verfügt über eine Photovoltaikanlage mit 620 Quadratmetern Modulfläche, die jährlich rund 93.000 Kilowattstunden Strom in das öffentliche Netz einspeist. Die Berufsoberschule musste 26 Jahre auf einen eigenen Bau warten. Das Schulzentrum ist über den U-Bahnhof Dülferstraße an den öffentlichen Nahverkehr angebunden.

## Kunst am Bau
Auf dem Schulplatz wurde die Arbeit „Baumschule“ des Rotterdamer Künstlerkollektivs „Observatorium“ im Rahmen von QUIVID, dem Kunst-am-Bau-Programm der Stadt München, realisiert: Sie stellt ein „gekipptes“ Klassenzimmer dar. Der Raum wurde 1:1 in Beton nachgebaut und hochkant auf eine Seite gestellt. An Stelle der Unterrichtstafel wurde ein Baum gepflanzt. Die Skulptur transportiert das Innere des Schulgebäudes nach außen und verleiht so dem Vorplatz ein symbolisches Wahrzeichen für Unterricht, Begegnung und Bildung. Sie markiert das Entrée zum Stadtteil und lädt mit den Sitzelementen, die den Baum umgeben, zum Treffen und Verweilen ein.